# 사라진 소련 우주비행사
사라진 소련 우주비행사(Lost Cosmonauts)란 유리 가가린 이전에도 우주로 나갔던 소련 우주비행사들이 있으나, 소련 및 그 후신인 러시아에서는 그 존재를 인정하지 않는다는 음모론이다. 가가린의 첫 유인우주비행 이전에 소련은 두 차례 이상의 우주비행을 계획하였으며, 그 과정에서 최소 두 명의 우주비행사가 희생됐다는 것이다. 또 우주에 갔다온 뒤 경로에서 이탈해 중국에 불시착했고, 당국에 의해 포로로 잡혔다 풀려났다고 하는 사라진 우주비행사 (블라디미르 일류신)도 있다. 소련 당국은 냉전이 고조되던 시기에 나쁜 여론을 일으킬 것을 방지하기 위해 이와 같은 사실을 숨겼다는 이야기다.
사라진 우주비행사가 있다는 주장을 뒷받침할 증거들은 대부분 결정적인 것으로 취급되지 못하며, 이와 관련된 여러 사례 역시 거짓으로 판명되었다. 1988년 미국의 기자 제임스 오버그는 소련에서 벌어진 우주 관련 사고들을 연구하였으나 이 같은 '사라진 우주비행사'가 있다는 증거는 찾지 못했다. 1991년 소련 해체로 이전에는 기밀로 분류되던 자료들이 대부분 해제되어 입수할 수 있게 되었고, 그 중에는 우주비행사 후보생으로 훈련을 받다 사망해 당국이 은폐했던 발렌틴 본다렌코의 사례도 발견되었다. 하지만 이 같은 소련 당국의 기록 자료가 공개되고 소련 우주 개척자들의 회고록도 속속 발간되었음에도 불구하고 '사라진 소련 우주비행사' 설을 뒷받침하는 증거가 드러난 적은 단 한번도 없었다.

## 주장 사례

### 체코 고위당국자 정보 누출설
1959년 12월 체코의 공산당 고위당국자라는 사람이 비공식 우주비행체 발사계획에 관한 정보를 누출했다는 주장이다. 여기에서 언급된 바로는 '알렉세이 레도프스키'란 우주비행사가 발사체로 개조된 R-5 로켓에 탑승했다가 사망했고, 그 외에 '안드레이 미트코프', '세르게이 시보린', '마리아 그로모바'란 우주비행사가 비슷한 발사계획에 동원되었다 사망했다는 주장이다. 같은 해인 1959년 초창기 우주이론가로 활동했던 헤르만 오베르트는 1958년 초 카푸스친야르 기지에서 비행사 한 명이 탑승한 탄도비행체를 발사했다가 사망했다고 주장하였으나, 어디서 들은 이야기인지는 밝히지 않았다. 역시 같은 시기인 1959년 12월 이탈리아 통신사 〈콘티넨탈레〉는 탄도비행체에 탑승한 우주비행사가 연차로 사망하는 사고가 벌어졌고 체코 공산당 고위당국자가 이를 밝혀냈다는 주장을 연속으로 내보냈다. 콘티넨탈레는 이들 우주비행사의 이름이 각각 '알렉세이 레도프스키', '세렌티 시리보린', '안드레이 미트코프', '미리야 그로모프'라 밝혔다. 그러나 이들 주장 외에는 소련이 유인 탄도비행체를 쏘아올렸다는 증거 자체가 전무한 상태다.

### 고고도 장비 실험
사라진 소련 우주비행사로 알려졌던 것이 실제로는 불의의 실험 사고로 인한 것으로 드러난 사례다. 1959년 말 소련의 주간지인 《오고니오크》는 고고도 장비를 실험하는 낙하산 대원 표트르 돌고프 대령, 이반 카추르, 알렉세리 그라초프의 이야기와 사진을 실었는데, 이들은 사라진 소련 우주비행사 중 하나라는 설이 떠돌았다. 공식 기록에 따르면 돌고프 대령은 1962년 11월 1일 볼가 기구장치를 타고 28,640m 고도에 오른 뒤 고고도 낙하산을 착용한 채 뛰어내리려다 사망했다고 되어 있다. 돌고프가 입고 있던 소콜 우주복의 헬멧이 탑승해있던 기구장치에 부딛히는 바람에 우주복 내부가 감압되면서 죽음에 이르렀다는 기록이다. 카추르 역시 이 시기를 전후로 실종되었는데, 같은 장비와 관련해서 이름을 올린 상태였다. 그라초프도 돌고프, 카추르와 함께 고고도 장비 실험에 연계됐던 것으로 추측된다. 《오고니오크》는 역시 고고도 장비를 실험하는 겐나드프 차바도프스키라는 남자의 사진을 소개했는데, 차바도프스키 역시 정확한 사망일자나 사고경위 없이 사망한 우주비행사 중 한 명으로 알려지게 되었다.
러시아 기자 야로슬라프 골로바노프는 이 고고도 실험이 '낙하산 대원들이 우주비행체에 탑승했다가 사망했다'란 이야기로 부풀려진 것이라는 설을 내세웠다. 골로바노프 기자는 사라진 우주비행사 설을 다룬 저서 《1번 우주비행사》(Cosmonaut #1)에서, 당시 고고도 낙하산대원으로 활동하다 은퇴한 알렉세이 티모페베비치 벨로코노프란 인물을 만나 인터뷰를 진행했다. 인터뷰에서 벨로코노프는 돌고프, 카추르, 미하일로프, 그라초프, 차보도프스키, 일류신 등이 자신의 동료였으며, 모두 우주로 나간 사실이 없다고 확인해주었다. 1963년 미국의 《뉴욕 저널 아메리칸》이 사라진 우주비행사에 관한 기사를 내고 이들 대원들의 명단을 나열하자, 소련의 《이즈베스티아》와 《크라스나바 즈베즈다》에서 실제 주인공들인 벨로코노프, 카추르, 그라초프, 차보도프스키의 증언과 사진을 실어 논박하였다. 이들 대원들은 뉴욕 저널 아메리칸지의 편집장에게 항의 서한까지 보냈으나 무시하였다고 전해진다.

### 로버트 하인라인
1960년 미국의 공상과학 소설 작가 로버트 A. 하인라인은 〈프라우다는 '사실'이란 뜻〉(Pravda means 'Truth')라는 제목의 글에서, 1960년 5월 15일 리투아니아 빌뉴스를 여행하던 중 붉은 군대로부터 소련이 그날 사람을 우주에 처음 내보냈다는 이야기를 들었으나, 이후 같은 날에 당국이 부인했던 일이 있었다고 밝혔다. 하인라인은 그 때 궤도에 오른 비행체가 무인 우주선으로 알려진 코라블 스푸트니크 1호로, 역추진 로켓이 잘못된 고도에서 분사되었고, 복구노력이 실패하면서 그 안에 탔던 비행사가 희생된 것이라고 추측했다.
유리 가가린의 전기에 따르면 이 같은 루머는 오해로 인한 것이라고 한다. 가가린의 유인비행이 있기 바로 전 두 차례의 보스토크 계획에서 교신이 잘 작동되는지 보기 위해 사람 목소리를 담은 테이프와 인형 (이반 이바노비치)을 비행체에 넣은 것이 실제 사람이 탄 것으로 알려졌다는 것이다.

### 토레 베르트
1960년대 초 아마추어 무선사로 활동하던 이탈리아의 주디카-코르딜리아 형제가 '토레 베르트'라는 시설을 세우고 무선신호들을 감청하다가 우주비행사들이 희생되는 것을 여러 번에 걸쳐 포착, 소련 당국이 이를 은폐하였다는 음모론을 펼친 사례를 말한다. 첫 주장 이후 50년 넘게 대중의 관심을 끌면서 이른바 '사라진 소련 우주비행사' 설 중에서 가장 유명한 사례라 할 수 있지만, 형제의 주장에 대한 구체적인 반박이 이미 여러 번 제기된 상태이다.

## 참조 문헌
- Encyclopedia Astronautica: Phantom cosmonauts
- James Oberg (1988). Uncovering Soviet Disasters: Exploring the Limits of Glasnost, Random House, ISBN 0-394-56095-7
- Yaroslav Golovanov Cosmonaut #1, Izvestia, 1986.
- Pavel Toufar, 2002/2003, Kruty vesmir, Akcent, ISBN 80-7268-245-8, 58–258
- Pavel Toufar, 2001, Vzestup a pad Jurije Gagarina, Regia, ISBN 80-86367-11-8
- Alexander Zheleznyakov, Gagarin was still the first (same in Russian)
- "Komsomolskaya pravda" newspaper (in Russian)
- A.Pervushin "Terrible secret" of soviet space (in Russian)
- Uchitelskaya gazeta (in Russian)
- Ren-TV story (in Russian)

## 같이 보기
- 우주비행 관련 사고와 사건 목록